# Podatek od nadzwyczajnego doszacowania nieruchomości
Nadzwyczajne doszacowanie (ang. Special Assessment) – termin używany w Stanach Zjednoczonych (i Kanadzie) na określenie wyznaczenia przez jednostki rządu różnego szczebla (a w Kanadzie również wspólnoty mieszkaniowe zwane z angl. condominiums) wyjątkowej, nakładanej jednorazowo, opłaty na nieruchomości gruntowe (część nieruchomości składającą się z gruntu, z wykluczeniem ulepszeń) w związku z realizacją niektórych projektów publicznych (lub wspólnych, w przypadku wspólnot mieszkaniowych). Opłata ta jest pobierana w określonym obszarze geograficznym znanym jako Okręg Nadzwyczajnego Doszacowania (angl. Special Assessment District, czyli SAD). Podatek od Nadzwyczajnego Doszacowania może być pobierany tylko od działek/ gruntów, które zostały zidentyfikowane jako te, które otrzymały bezpośrednią i unikalną „korzyść” (angl. „benefit”) z projektu publicznego.

## Przykłady
Najbardziej powszechnie spotykane podatki od nadzwyczajnego doszacowania nieruchomości to opłaty pobierane od działek/ gruntów w związku z instalowaniem wodociągów przewodów kanalizacyjnych lub gdy ulice lub drogi są asfaltowane lub brukowane betonem czy inną nieprzepuszczalną powierzchnią utwardzoną. Jednak podatki od nadzwyczajnego doszacowania nieruchomości można nakładać w związku z realizacją innych celów, w tym na policję i ochronę przeciwpożarową, konstrukcję parkingów, oświetlenia ulicznego i wielu innych celów dozwolonych przez stanowe, prowincjonalne i lokalne (powiatowe, gminne, miejskie) ustawy, uchwały i zarządzenia.
Choć warianty koncepcji podatku od nadzwyczajnego doszacowania nieruchomości istniały w wielu krajach świata od 1600 roku, w USA nadzwyczajne doszacowanie jest bardziej formalnie zdefiniowane poprzez orzeczenia sądowe, jako wynagrodzenie, którego jednostka rządowa może żądać od właścicieli nieruchomości w celu sfinansowania projektu publicznego, który tworzy „korzyści” dla nieruchomości położonych na określonym obszarze geograficznym znanym jako Okrąg Nadzwyczajnego Doszacowania (angl. Special Assessment District).
Niektórzy twierdzą, że podatek ten wzmaga stale powiększającą się przepaść między warunkami życia bogatych i biednych. Takie argumenty tylko po części są zasadne. W przypadku nieprawidłowo nałożonego nadzwyczajnego doszacowania można tak argumentować, ale wymaganiem odpowiednio nałożonego nadzwyczajnego doszacowania jest mierzalna korzyść właściciela nieruchomości polegająca na konkretnym wzroście wartości rynkowej nieruchomości gruntowej w danym miejscu. Wielkość kwoty podatku jest ograniczona przez ten „mierzalny” wzrost wartości. Ponadto zgodnie z powszechnie akceptowanymi pryncypiami, zazwyczaj uchwały o nałożeniu tego rodzaju opodatkowania biorą pod uwagę ograniczone zasoby finansowe osób starszych i niepełnosprawnych. Zwolnienia od i odroczenia tego podatku zostały uwzględnione w niektórych przepisach i decyzjach prawnych. Argumenty przeciw podatkowi odwołujące się do pogłębiania różnic w standardzie życia mogą nie doceniać znaczenia zapewnienia właścicielom gruntów usług w postaci czystości wody pitnej i kanalizacji. Wreszcie, takie argumenty mogą nie w pełni brać pod uwagę korzyści dla ludzi, zwierząt i roślin w ekosystemie, chronionych przez poprawę infrastruktury publicznej, taką jak oczyszczalnie ścieków. Każdy źle sformułowany przepis podatkowy może równie dobrze stworzyć niewłaściwe obciążenia dla podatnika i być przyjęty z niechęcią i lekceważeniem.

## Okręg Nadzwyczajnego Doszacowania
Okręg Nadzwyczajnego Doszacowania (angl. Special Assessment District, S.A.D.) to obszar geograficzny, w którym wartość rynkowa nieruchomości jest zwiększona ze względu na wpływ inwestycji infrastrukturalnej, w którym podatek jest nałożony w celu odzyskania kosztów tej inwestycji.
Poszczególne nadzwyczajne doszacowania mogą być dokonywane wyłącznie w Okręgach Nadzwyczajnego Doszacowania (Special Assessment District – S.A.D.), które są jednym z dwóch rodzajów obszarów geograficznych, związanych z podatkiem od nadzwyczajnego doszacowania nieruchomości.
Drugi rodzaj obszaru geograficznego to „obszar serwisowany” lub inaczej „dystrykt usługobiorczy” (angl. Service District). Szczególne rozwiązania prawne różnią się w różnych stanach, ale istotnym wyróżnikiem pomiędzy tymi dwoma rodzajami obszarów to: dystrykt usługobiorczy składa się z wszystkich poszczególnych działek, które są w jakiś sposób związane z daną inwestycją infrastrukturalną, a ze względu na którą podatek od nadzwyczajnego doszacowania nieruchomości ma być pobierany. Okręg Nadzwyczajnego Doszacowania składa się tylko z tych nieruchomości, które właściwe, obowiązujące prawo desygnuje jako otrzymujące szczególną i wyjątkową „korzyść” w związku z inwestycją infrastrukturalną.
Przykładem gdzie nieruchomości, które mogą być związane w jakiś sposób z inwestycją infrastrukturalną, rozliczaną w ramach dystryktu usługobiorczego, a gdzie inwestycja podlegająca nadzwyczajnemu doszacowaniu może nie być rozliczana w ramach okręgu nadzwyczajnego doszacowania, są nieruchomości benefitujące z tam i grobli przeciwpowodziowych (obszar zazwyczaj większy niż okręg nadzwyczajnego doszacowania) lub nieruchomości korzystające z budowy publicznego parkingu przy centrum biznesowym (obszar zazwyczaj mniejszy niż okrąg nadzwyczajnego doszacowania).
W przypadku tam i grobli wszystkie obiekty znajdujące się w obrębie naukowo zdefiniowanego „dorzecza” (w granicach wododziałów) i wszystkie nieruchomości położone w obrębie terenów zalewowych poniżej tamy czy grobli są połączone tym, którędy woda spływa z całej zlewni do jeziora czy rzeki i jak woda w jeziorze czy rzece może zalać konkretne obszary poniżej czy w dole rzeki. Ponieważ dorzecze (w granicach wododziałów) lub obszar zalewowy są często bardzo duże w stosunku do obszaru jeziora czy rzeki, przy których budowana jest tama, jest możliwe, że część obszaru zlewni lub terenów zalewowych może być fizycznie zlokalizowanych w jakiejś innej jednostce samorządu terytorialnego niż jezioro czy ta część rzeki, którą ochrania tama. Możliwe jest również, że jednostka samorządu uchwalająca podatek o nadzwyczajnym doszacowaniu nie jest właściwa, aby objąć wszystkie grunty w obrębie zlewni i terenów zalewowych. W tym przypadku, dystrykt usługobiorczy będzie wystarczająco duży, aby zawierać wszystkie nieruchomości zagrożone przez zalanie wodami z jeziora czy rzeki, na podstawie wiedzy którędy spływa woda. Okręg nadzwyczajnego doszacowania obejmowałby mniejszy obszar, w którym jednostka rządowa ma prawo proponować nadzwyczajne doszacowanie i pobierać nadzwyczajny podatek.
W przypadku projektu wspierającego rozwój gospodarczy dzielnicy handlowej (np. parking wielopoziomowy dla dzielnicy biznesowej) okoliczności, które powodowałyby, że dystrykt usługobiorczy i okręg nadzwyczajnego doszacowania mogą mieć odmienne granice geograficzne, wynika z istniejącego i dozwolonego (przez miejscowy plan zagospodarowania przestrzennego) sposobu użytkowania nieruchomości, raczej niż z podziałów politycznych (na jednostki samorządu terytorialnego czy dzielnice administracyjne). Oznacza to, że siły rynkowe i rzeczywisty bądź dopuszczalny sposób użytkowania będą kluczem do włączenia lub wyłączenia konkretnej nieruchomości.
Dystrykt usługobiorczy dla parkingu jest zwykle ograniczony do obszaru geograficznego, z którego piesi będą dochodzić od budynku parkingu do punktów handlowych czy prowadzących inny rodzaj biznesu. Przykładowo użytkownicy parkingu będą przemierzać obszar zdefiniowany w obrębie sześciu kwartałów ulic lub mniej od parkingu. W tym przypadku dystrykt usługobiorczy będzie składać się z wszystkich nieruchomości położonych w odległości sześciu kwartałów od budynku parkingu.
Jednak w obrębie tych sześciu kwartałów ulic mogą znajdować się wszystkie klasy użytkowe nieruchomości, nie tylko sklepy detaliczne i punkty usług dla ludności. Zasadnie można oczekiwać, że znajdzie się tam również blok mieszkaniowy lub zakład przemysłowy. Nieruchomości o handlowym sposobie użytkowania zostaną poddane nadzwyczajnemu doszacowaniu, ponieważ badania wykażą, że sprzedaż detaliczna zależy od odpowiedniego parkingu dla klientów. Wykażą one również, że nieruchomości mieszkaniowe (domy) powinny być wyłączone, ponieważ użytkownicy tych nieruchomości nie mogą zasadnie oczekiwać „korzyści” z budowy parkingu. W zależności od różnych scenariuszy, nieruchomości o przemysłowym sposobie użytkowania, podobnie mogą, lub nie, uzyskać „korzyści” z budowy parkingu.

## Korzyść –Benefit
Istnieją różnice między poszczególnymi stanami (prowincjami) co do tego, co stanowi „korzyść” w ramach praw określających warunki nakładania podatku od nadzwyczajnego doszacowania nieruchomości.
Ogólnie rzecz biorąc, „korzyści” muszą wynikać bezpośrednio, jednoznacznie i konkretnie z projektu publicznego/inwestycji infrastrukturalnej. Na przykład gdy linie wodociągowe i kanalizacji ściekowej są instalowane przez jednostki rządowe, w pobliżu często zwiększa się wartość ziemi. Zarówno dostępność wody pitnej, jak i przewodów kanalizacyjnych oznacza, że drogie studnie, szamba i systemy drenażowe nie muszą być instalowane przez właścicieli nieruchomości objętych inwestycją. Oznacza to również, że możliwość zanieczyszczenia wód gruntowych i powierzchniowych z terenów niewłaściwie oczyszczanych ze ścieków zostanie wyeliminowana. Działka, która dotąd była „niezabudowywalna” może stać się „zbudowywalną”, gdy zapewnione przez administrację terenową usługi wodne i kanalizacyjne staną się dostępne. Dostarczenie wody i usług kanalizacyjnych to przykłady sytuacji, które mogą dostosować wcześniej bezużyteczny grunt do celów mieszkalnych lub handlowych. Kanalizacji burzowa, tama lub grobla mogą ograniczyć prawdopodobieństwo powodzi i dlatego kanalizacja burzowa, grobla i tama łagodzą pewne obciążenie, jak powodzie.
Termin „Korzyść” (angl. benefit) najczęściej oznacza wzrost wartości rynkowej nieruchomości, która skorzystała na inwestycji infrastrukturalnej. Jednak niektóre stany i prowincje historycznie określały „korzyści” jako znaczące więcej niż wzrost wartości rynkowej. Na przykład „korzyść” może oznaczać dostosowanie terenu do nowego lub bardziej intensywnego sposobu użytkowania lub uwolnienie od pewnego obciążenia.

## Podatek pobierany wyłącznie od nieruchomości
Tylko pewien rodzaj własności może podlegać nadzwyczajnemu doszacowaniu. Własnością podlegającą doszacowaniu musi być nieruchomość, w przeciwieństwie do majątku ruchomego. Majątek ruchomy to termin określający, środki obrotowe, wyposażenie, mienie osobiste itp. własność nie związaną trwale z gruntem. Przykłady majątku ruchomego obejmują maszyny, urządzenia, meble i instalacje, które osoba lub podmiot prawny może posiadać.

## Podsumowanie elementów nadzwyczajnego doszacowania
Podsumowując, gdy jednostka rządowa finansuje projekt publiczny, który bezpośrednio, wyjątkowo i specyficznie przynosi „korzyści” (zwiększenie) wartości niektórych działek, może wtedy nałożyć opłatę na każdą nieruchomość, która skorzystała na danej inwestycji, jako rekompensatę za świadczenia. Nieruchomości podlegające nadzwyczajnemu doszacowaniu są wyznaczane na obszarze geograficznym o wyraźnie określonych granicach. Ten obszar geograficzny określany jest jako Okręg Nadzwyczajnego Doszacowania. http://www.michiganpropertytax.com/articles/2013%20Final%20Maa%20Article%20Rules%20For%20Spec%20Assmnt.html

### Unikalny Aspekt
W niektórych stanach zdarza się, że jedna jednostka administracyjna może nałożyć podatek od nadzwyczajnego doszacowania na drugą. Dotyczy to przypadków, w których zdrowie, bezpieczeństwo i dobro publiczne są promowane w ramach projektu (np. naprawy tamy). Szczegółów proszę szukać w konkretnych ustawach stanowych.

### Nadzwyczajne doszacowanie nie jest podatkiem katastralnym (od nieruchomościad valorem)
Większość obywateli jest obeznana z podatkiem od nieruchomości, znanym jest jako podatek katastralny (ad valorem). Podatek ten jest wykorzystywany z dnia na dzień, do finansowania działalności rządu lokalnego o charakterze ogólnym, operacji i utrzymania istniejącej infrastruktury i usług. Podatek katastralny (ad valorem) jest zwykle nakładany zarówno na działkę, jak i ulepszenia (budynki) na niej usytuowane. Podatek katastralny jest oparty na wartości rynkowej nieruchomości. Wysokość podatku od wartości nieruchomości (ad valorem) opiera się na liczonej w promilach (angl. Millage) stopie, która jest stała w danej jednostce administracyjnej (gminie) i nigdy nie zmienia się pomiędzy jedną a drugą działką. Fundamentalną zasadą podatku ad valorem jest, że każda nieruchomość jest wyceniana według wartości rynkowej (angl. equity) i że każda nieruchomość jest opodatkowana w oparciu o jednolitą stawkę procentową (angl. Millage) którą stosuje się jednakowo do wszystkich.
Nadzwyczajne doszacowania nie są podatkami od nieruchomości ad valorem, mimo że informacja o należności może być przesłana podatnikowi na jednym formularzu, wraz z coroczną informacją o wysokości podatku katastralnego. Nadzwyczajne doszacowanie opiera się wyłącznie na pojęciach „potrzeby” i „pozyskanego dobra – benefitu”. Nałożenie nadzwyczajnego doszacowania wymagaja stwierdzenia, że zgodnie z obowiązującym prawem, które zezwala na nadzwyczajne doszacowanie, inwestycja infrastrukturalna jest zarządzona nie bez powodu: jest „potrzebna”, i że każda nieruchomość podlegająca nadzwyczajnemu doszacowaniu otrzymuje unikalne, wymierne i bezpośrednie korzyści z danej inwestycji. Podstawowym założeniem jest, jeśli środki rządowe powodują podniesienie wartości nieruchomości, rząd ma prawo do otrzymania zwrotu pieniędzy od właściciela nieruchomości. Kontrastuje to znacząco z podatkiem katastralnym (ad valorem), który jest pobierany w celu sfinansowania operacji rządowych, zaprojektowanych z korzyścią dla wszystkich obywateli.
Podatek katastralny (ad valorem) opiera się na zasadach prawnych równości i jednolitości. Oznacza to, że wszyscy muszą być traktowani sprawiedliwie i równo. W nadzwyczajnym doszacowaniu kluczowym elementem jest proporcjonalność. Nadzwyczajne doszacowanie jest nakładane w oparciu o konieczność (potrzebę) ulepszenia infrastruktury publicznej, a obciążenia fiskalne nałożone muszą być racjonalnie, w proporcji do stworzonych korzyści. W przeciwieństwie do podatku katastralnego (ad valorem), nadzwyczajne doszacowania nie powinny być nakładane równomiernie [ta samą stawka procentowa (angl. Millage) dla każdej nieruchomości]. W ramach nadzwyczajnego doszacowania obciążenia fiskalne są rozłożone tylko pomiędzy nieruchomości w obrębie okręgu nadzwyczajnego doszacowania, i są rozdzielone pomiędzy poszczególnymi nieruchomościami w oparciu o wyjątkową, szczególną i bezpośrednią korzyść, otrzymaną przez te nieruchomości w związku z ulepszeniem infrastruktury publicznej. Tak więc, pusta parcela może być doszacowana podatkiem takiej samej wysokości co sąsiednia działka, na której stoi dom wart milion dolarów. Na przykład zarówno pusta parcela, jak i działka z domem wartym milion dolarów może być nadzwyczajnie doszacowana podatkiem wysokości pięciu tysięcy dolarów (5000,00 $) po podłączeniu kanalizacji. Tak więc, choć obie nieruchomości mają identycznej wysokości (jednorazowy, rozłożony na raty lub jednokrotnie płatny) podatek od nadzwyczajnego doszacowania związany z doprowadzeniem kanalizacji, wynoszący 5000 dolarów, będzie ogromna różnica w ich podatku katastralnym (ad valorem); jeden podatek katastralny (ad valorem) będzie uzależniony od wartości pustej parceli, a drugi będzie uzależniony od wartości działki oraz domu za milion dolarów.

## Trudności w odwoływaniu się od nadzwyczajnego doszacowania
Wśród unikalnych cech nadzwyczajnego doszacowania jest ta, która sprawia, że z prawnego punktu widzenia jest ono szczególnie uciążliwe dla zwykłych obywateli. Podatek od nadzwyczajnego doszacowania cieszy się przywilejem prawnym znanym jako „domniemanie ważności”. Oznacza to, że jest to o wiele trudniej i zwykle znacznie drożej odwołać się od podatku od nadzwyczajnego doszacowania nieruchomości niż od podatku katastralnego (ad valorem), zasady (i coroczny termin) odwoływania się od którego większości obywateli są znane. Dzieje się tak, ponieważ jest trudnym dla zwykłego obywatela poznać, że popełniono błąd w procedurze lub metodologii ustalania wysokości nadzwyczajnego doszacowania, a zasoby, które podatnik musi użyć do prawnego podważenia ustaleń nadzwyczajnego doszacowania, są bardziej obszerne i kosztowne niż środki potrzebne do podważenia niewłaściwego wymiaru podatku katastralnego (ad valorem) ciążącego na ich nieruchomościach. (Tu musi tylko udowodnić nieprawidłową rynkową wycenę swojej nieruchomości, często bez powoływania specjalistów, po prostu pisząc list, nadsyłając fotografie).
Większość podatników intuicyjnie zrozumie siły rynkowe związane z wartością ich domów lub innych posiadanych nieruchomości. W konsekwencji jeżeli wycena nieruchomości na potrzeby ustalenia wymiaru podatku wydaje się odbiegać od stanu faktycznego, zwykle można to szybko rozpoznać. W przypadku nadzwyczajnego doszacowania, trudno jest nawet specjalistom zrozumieć skomplikowane niuanse związane z pojęciami konieczności i korzyści, które stanowią podstawę podatku od nadzwyczajnego doszacowania.
Gdy podatnik uzna, że istnieje problem, różnice w procedurach odwoływania się od podatku katastralnego od nieruchomości oraz podatku od nadzwyczajnego doszacowania nieruchomości czynią to ostatnie o wiele trudniejszym. O ile odwołania od podatku katastralnego (ad valorem) często mogą być dokonywane na poziomie lokalnym bez profesjonalnej pomocy, apelacja nadzwyczajnego doszacowania często wymaga pomocy prawników, inżynierów i innych konsultantów. Ponadto podatnik zwykle ma okazję, by corocznie oprotestować oszacowaną przez gminę/miasto wartość swojej nieruchomości, na podstawie której wylicza się podatek katastralny. W przypadku większości podatków od nadzwyczajnego doszacowania, jest zazwyczaj bardzo krótki okres, gdy możliwe jest odwołanie, a jeśli to okno czasowe się zamknie, dalsza droga apelacji może być niedostępna.
Największe znaczenie dla każdego właściciela nieruchomości, który czuje się poszkodowany przez opłaty podatku od nadzwyczajnego doszacowania nieruchomości, ma pojęcie prawne znane jako „domniemanie ważności”. Oznacza to, że sądy traktują działania jednostki samorządu terytorialnego z szacunkiem i zakładają, że JST zrobiła wszystko poprawnie. Jako minimum, każda apelacja od podatku od nadzwyczajnego doszacowania nieruchomości musi wykazać, że jednostka rządowa nie działała zgodnie z prawem. To wyzwanie jest znaczące.
Z tych wszystkich powodów, bardzo ważne jest dla każdej osoby, która, będąc powiadomiona listownie przez jednostkę administracji terytorialnej o planach nałożenia podatku od nadzwyczajnego doszacowania nieruchomości, spodziewa się nałożenia go na własną nieruchomość, by uczestniczyła w publicznych przesłuchaniach i rozprawach, odbywających się pod auspicjami jednostki samorządu terytorialnego i monitorowała proces nakładania podatku od nadzwyczajnego doszacowania nieruchomości już na jego najwcześniejszych etapach. Często już pierwszy list powiadamiający zawiera ankietę, gdzie można proponowaną inwestycję infrastrukturalną poprzeć lub oprotestować, zapoznać się z jej wstępną wyceną i proponowanym wymiarem podatku przypadającym na naszą nieruchomość. Jeśli okaże się, że większość mieszkańców nie chce ulepszenia, to jednostka administracyjna może z niego zrezygnować już na tym wczesnym etapie. Jeśli natomiast nasi sąsiedzi liczą na korzyści z proponowanej inwestycji, to nadal warto śledzić przebieg procesu, uczestnicząc w i wypowiadając się na przygotowanych przez gminę sesjach informacyjnych czy przed głosowaniami w radzie gminy czy miejskiej.

## Nadzwyczajne doszacowanie (special assessment) w ustawach o wspólnotach mieszkaniowych Kanady
Termin „nadzwyczajne doszacowanie (angl. special assessment)” jest również stosowany do określenia dodatkowych opłat dla właścicieli wspólnot mieszkaniowych (angl. condominiums) w Kanadzie. Są to opłaty nadzwyczajne, w przeciwieństwie do comiesięcznych zaliczek (angl. condo fees) na pokrycie opłat eksploatacyjnych (angl. Operation & Maintenance cost – kosztów eksploatacji i utrzymania/konserwacji): bieżących napraw i remontów, ubezpieczenia, wynagrodzenia zarządcy, opłat cywilnoprawnych, opłat za media w części wspólnej nieruchomości, utrzymania porządku i czystości itp. Decyzja o nałożeniu na właścicieli opłaty nadzwyczajnej (- angl. special assessment) jest podejmowana uchwałą przez Zarząd Wspólnoty (angl. Condo Board of Directors), w przypadku gdy konieczne są nadzwyczajne remonty lub ulepszenia wszystkich lokali wspólnoty, na które nie ma środków z comiesięcznych zaliczek ani z funduszu remontowego (angl. Reserve Fund – dosłownie: z funduszu rezerwowego). Wspólnoty mieszkaniowe w Kanadzie mają, na podstawie prowincjonalnych ustaw o Wspólnotach Mieszkaniowych (angl. Condominium Act), obowiązek zgromadzenia funduszu remontowego, oraz zamawiania minimum co 5 lat specjalistycznego „Studium Funduszu Remontowego – (angl. Reserve Fund Study)”, w którym konsultant ocenia stan substancji budynku i rekomenduje konieczne naprawy i remonty w perspektywie wieloletniej, proponując jednocześnie plan dostosowania wielkości funduszu remontowego, wysokości comiesięcznych zaliczek i potencjalnych opłat dodatkowych (angl. special assessments), konieczne dla zachowania substancji budynku i ewentualnie dokonania ulepszeń, których życzą sobie właściciele lokali należących do wspólnoty (np. remont dachu lub docieplenie budynku czy zabudowa wiat garażowych i wyposażenie ich w bramy garażowe). Wadą opłat dodatkowych – nadzwyczajnego doszacowania (angl. special assessment) może być nagła wysokość jednorazowej opłaty, której dotkliwości można jednak zapobiec poprzez zgodę właścicieli uchwałą walnego zgromadzenia na zaciągnięcie pożyczki bankowej, co umożliwi rozłożenie opłaty dodatkowej/nadzwyczajnego doszacowania na mniejsze raty. Zaletą jest, że po realizacji koniecznego nadzwyczajnego remontu czy pożądanego ulepszenia wysokość opłat powraca do poprzedniej wielkości, równej uprzednio płaconym zaliczkom – comiesięczne zaliczki nie ulegają zmianie. Zarząd wspólnoty zatwierdza zarówno budżety roczne przygotowywane przez zarządcę, jak i długoterminowe „Studium Funduszu Remontowego” przygotowywane przez specjalistycznych konsultantów, mając tym samym wpływ na decyzje o wysokości utrzymywanego funduszu remontowego, wysokość comiesięcznych zaliczek i proporcję wydatków pokrywanych z opłat dodatkowych/nadzwyczajnego doszacowania. Jeśli dług właściciela lokalu wobec Wspólnoty Mieszkaniowej z tytułu niepłacenia zaliczek bądź opłat dodatkowych (nadzwyczajnego doszacowania) przekroczy pewną kwotę określoną w statucie Wspólnoty, długiem oraz kosztami sądowymi zostanie obciążona hipoteka lokalu. W razie sprzedaży lokalu nabywca ma obowiązek uiścić zaległe opłaty comiesięcznych zaliczek oraz opłat dodatkowych/nadzwyczajnego doszacowania. Wspólnota może również lokal obciążony hipoteką na jej rzecz zlicytować w celu odzyskania należnych opłat.
Wspólny termin dla określenia nadzwyczajnego podatku nakładanego przez jednostki samorządu terytorialnego na nieruchomości i dla dodatkowych opłat wnoszonych przez właścicieli lokali we wspólnocie mieszkaniowej nie jest przypadkowy. Ustalanie krótko- i długoterminowych wydatków oraz sposobu ich finansowania z comiesięcznych zaliczek naliczanych według udziałów w nieruchomości wspólnej (procentowych), funduszu remontowego i opłat dodatkowych w przypadku wspólnot, a z podatku katastralnego naliczanego wg określonej stawki promilowej od wartości nieruchomości, nadwyżek budżetowych i podatków od nadzwyczajnego doszacowania, w przypadku jednostek samorządu terytorialnego jest podobnym, choć w innej skali, procesem.